# 메타노켈라속
메타노켈라속(Methanocella)은 에우뤼고균문 메타노미크로비움강에 속하는 미생물 분류군이다. 메테인 생성 고균이다. 학명은 메테인을 의미하는 "메타눔(methanum)"과 "생성"을 의미하는 "켈라(cella)의 합성어이다.

## 하위 종
- M. arvoryzae Sakai et al., 2010
- M. conradii Lu & Lu, 2012
- M. paludicola Sakai et al., 2008 - 모식종